# Traubach-le-Haut

Traubach-le-Haut este o comună în departamentul Haut-Rhin din estul Franței. În 2009 avea o populație de 531 de locuitori.

## Evoluția populației
| An        | 1975 | 1982 | 1990 | 1999 | 2006 | 2009 |
| --------- | ---- | ---- | ---- | ---- | ---- | ---- |
| Populație | 360  | 390  | 400  | 448  | 515  | 531  |